# Kopcsa Ramóna
Kopcsa Ramóna (Győr, 1990. május 11. –) labdarúgó, középpályás. Jelenleg a svájci FC Neunkirch játékosa.

## Pályafutása

### Klubcsapatban
A Győri ETO csapatában 1998-ban kezdte a labdarúgást, ahol 2009-ig szerepelt. Ezután Szlovákiába szerződött, Érsekújvárra. 2010 tavaszán kölcsönben Nagytapolcsányban szerepelt. 2010 nyarától a svájci FC Neunkirch játékosa.